# Coraggio di Lassi
Coraggio di Lassi (Courage of Lassie) è un film del 1946 diretto da Fred M. Wilcox.

## Distribuzione
Il film venne distribuito in Italia soltanto nel 1956, dieci anni dopo l'uscita negli Stati Uniti.